# Jablines
Jablines est une commune française située dans le département de Seine-et-Marne en région Île-de-France.

## Géographie

### Localisation
Le village est situé dans une boucle de la Marne à 9,5 km au nord-est de Thorigny.

### Communes limitrophes
| Fresnes-sur-Marne | Précy-sur-Marne | Trilbardou |
| Annet-sur-Marne   | Jablines        |            |
| Dampmart          | Chalifert       | Lesches    |

### Géologie et relief
La commune est classée en zone de sismicité 1, correspondant à une sismicité très faible. L'altitude varie de 37 mètres à 78 mètres pour le point le plus haut , le centre du bourg se situant à environ 53 mètres d'altitude (mairie).

### Hydrographie

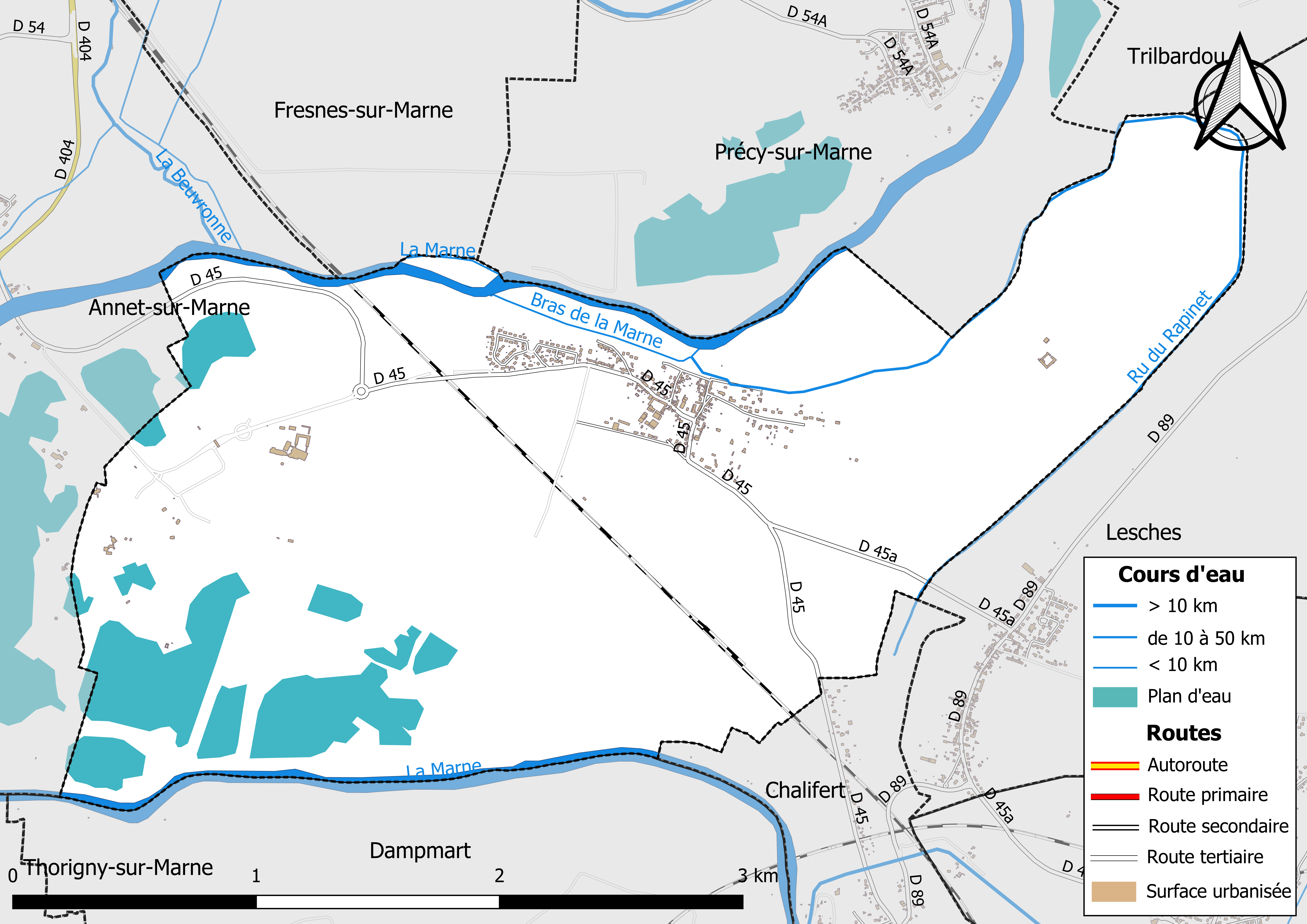
Carte des réseaux hydrographique et routier de Jablines.

Le réseau hydrographique de la commune se compose de six cours d'eau référencés :
- la rivière la Marne, longue de 514,26 km[3], principal affluent de la Seine, ainsi que :
  - un bras de 0,96 km[4] ;
    - le ru du Rapinet, 5,68 km[5], qui conflue dans un bras de la Marne[6] ;

  - un bras de 0,52 km[7] ;
  - la rivière Beuvronne[Note 1], longue de 23,90 km[8], affluent en rive droite de la Marne ;
  - le canal 01 de la Commune de Fresnes-sur-Marne, 1,50 km[9], qui conflue avec la Marne.

La longueur totale des cours d'eau sur la commune est de 7,11 km.

### Climat
Pour des articles plus généraux, voir Climat de l'Île-de-France et Climat de Seine-et-Marne.
En 2010, le climat de la commune est de type climat océanique dégradé des plaines du Centre et du Nord, selon une étude du CNRS s'appuyant sur une série de données couvrant la période 1971-2000. En 2020, Météo-France publie une typologie des climats de la France métropolitaine dans laquelle la commune est exposée à un climat océanique altéré et est dans la région climatique Nord-est du bassin Parisien, caractérisée par un ensoleillement médiocre, une pluviométrie moyenne régulièrement répartie au cours de l’année et un hiver froid (3 °C).
Pour la période 1971-2000, la température annuelle moyenne est de 11,3 °C, avec une amplitude thermique annuelle de 15,1 °C. Le cumul annuel moyen de précipitations est de 700 mm, avec 10,7 jours de précipitations en janvier et 7,7 jours en juillet. Pour la période 1991-2020, la température moyenne annuelle observée sur la station météorologique la plus proche, située sur la commune de Torcy à 11 km à vol d'oiseau, est de 12,1 °C et le cumul annuel moyen de précipitations est de 716,4 mm,. Pour l'avenir, les paramètres climatiques de la commune estimés pour 2050 selon différents scénarios d'émission de gaz à effet de serre sont consultables sur un site dédié publié par Météo-France en novembre 2022.

### Milieux naturels et biodiversité

#### Espaces protégés
La protection réglementaire est le mode d’intervention le plus fort pour préserver des espaces naturels remarquables et leur biodiversité associée,.
Un  espace protégé est présent sur la commune : 
le « Marais de Lesches », objet d'un arrêté préfectoral de protection de biotope, d'une superficie de 84 ha.

#### Réseau Natura 2000

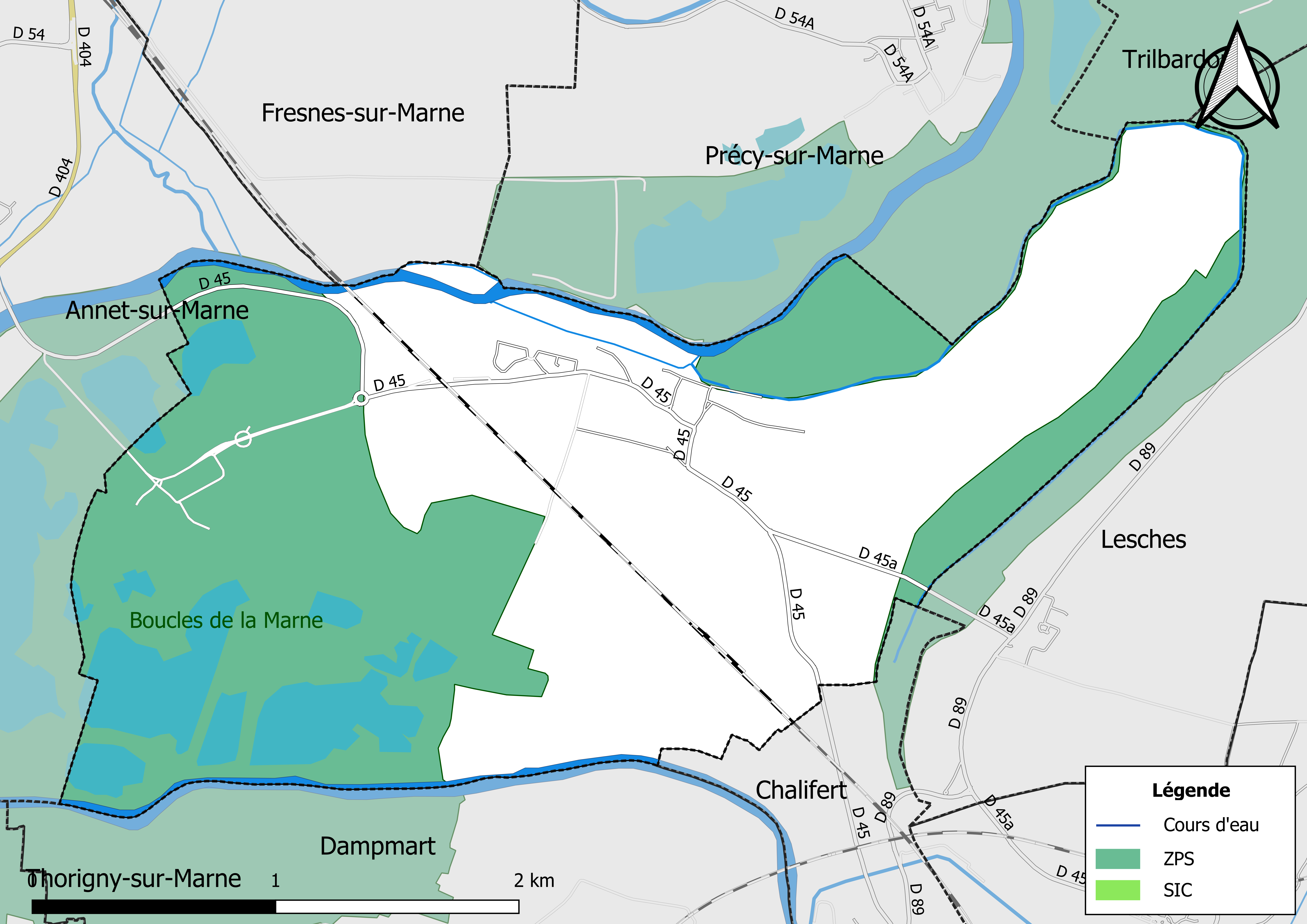
Sites Natura 2000 sur le territoire communal.

Le réseau Natura 2000 est un réseau écologique européen de sites naturels d’intérêt écologique élaboré à partir des Directives « Habitats » et « Oiseaux ». Ce réseau est constitué de Zones spéciales de conservation (ZSC) et de Zones de protection spéciale (ZPS). Dans les zones de ce réseau, les États Membres s'engagent à maintenir dans un état de conservation favorable les types d'habitats et d'espèces concernés, par le biais de mesures réglementaires, administratives ou contractuelles.
Un  site Natura 2000 a été défini sur la commune au titre de la « directive Oiseaux », :  
- les « Boucles de la Marne », d'une superficie de 2 641 ha, un lieu refuge pour une population d’Œdicnèmes criards d’importance régionale qui subsiste malgré la détérioration des milieux[22],[23].

#### Zones naturelles d'intérêt écologique, faunistique et floristique
L’inventaire des zones naturelles d'intérêt écologique, faunistique et floristique (ZNIEFF) a pour objectif de réaliser une couverture des zones les plus intéressantes sur le plan écologique, essentiellement dans la perspective d’améliorer la connaissance du patrimoine naturel national et de fournir aux différents décideurs un outil d’aide à la prise en compte de l’environnement dans l’aménagement du territoire.
Le territoire communal de Jablines comprend deux ZNIEFF de type 1,,, 
le « Marais du Refuge » (135,43 ha), couvrant 3 communes du département ;
et le « plan d'eau de la Boucle de Jablines » (509,63 ha), couvrant 3 communes du département
et une ZNIEFF de type 2,, 
la « vallée de la Marne de Coupvray à Pomponne » (3 619,57 ha), couvrant 17 communes du département.

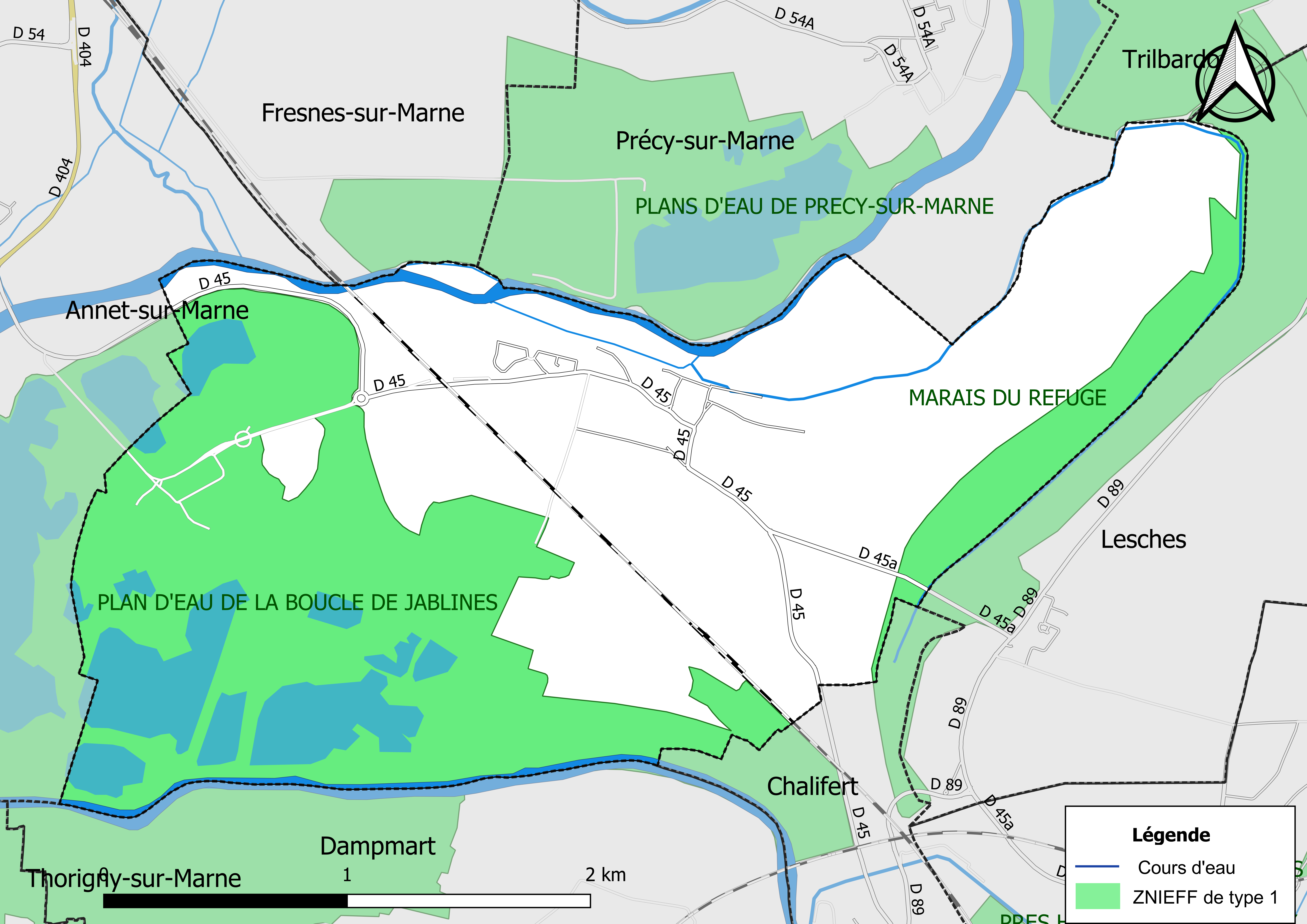
Carte des ZNIEFF de type 1 de la commune.
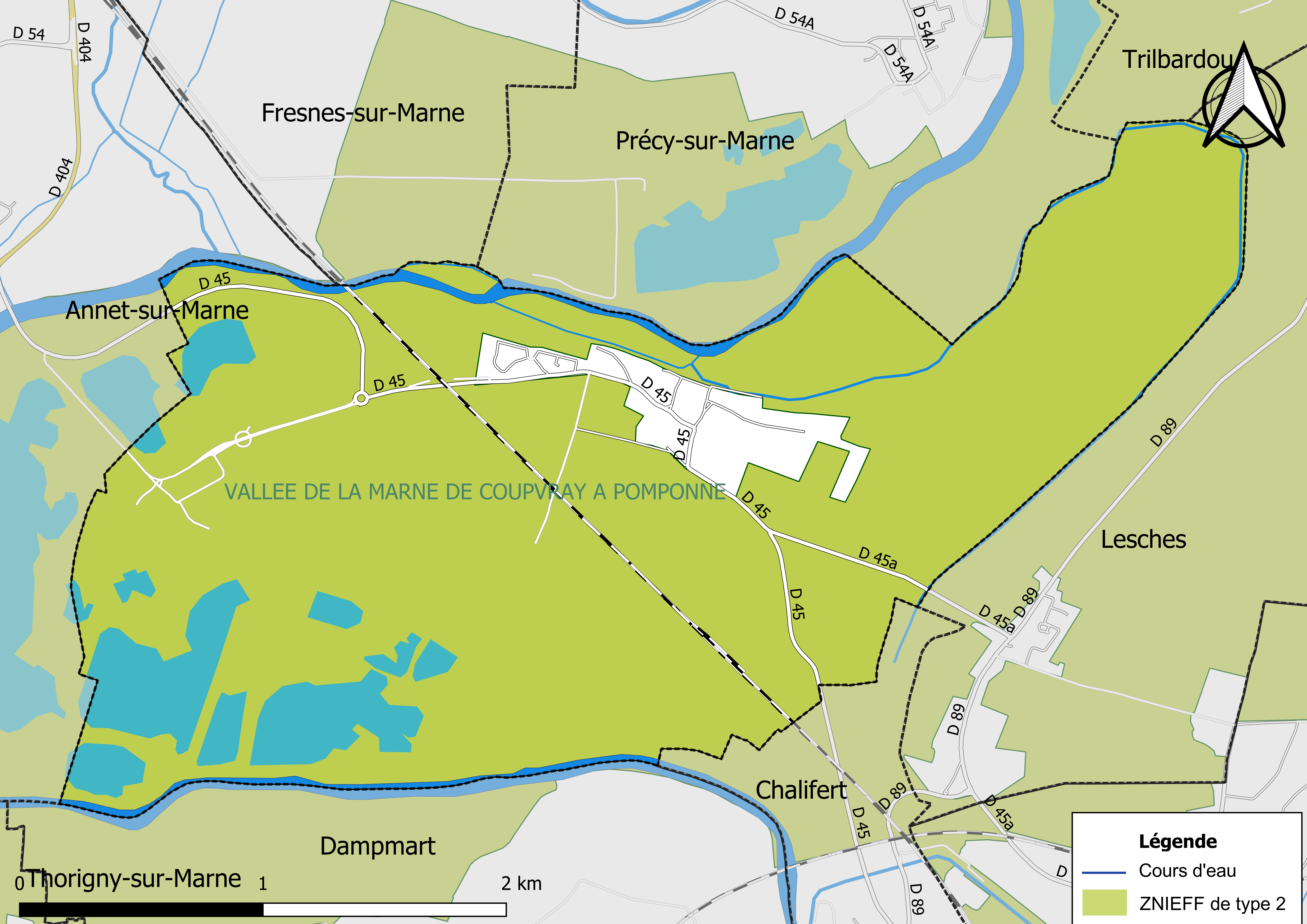
Carte des ZNIEFF de type 2 de la commune.

## Urbanisme

### Typologie
Au 1er janvier 2024, Jablines est catégorisée bourg rural, selon la nouvelle grille communale de densité à sept niveaux définie par l'Insee en 2022.
Elle est située hors unité urbaine. Par ailleurs la commune fait partie de l'aire d'attraction de Paris, dont elle est une commune de la couronne,. Cette aire regroupe 1 929 communes,.

### Lieux-dits et écarts
La commune compte 27 lieux-dits administratifs répertoriés consultables ici dont l`île aux Vaches et l`Île Henriet.

### Occupation des sols
L'occupation des sols de la commune, telle qu'elle ressort de la base de données européenne d’occupation biophysique des sols Corine Land Cover (CLC), est marquée par l'importance des territoires agricoles (57,7 % en 2018), en diminution par rapport à 1990 (67,6 %). La répartition détaillée en 2018 est la suivante : 
terres arables (52,3% ), eaux continentales (15,8% ), espaces verts artificialisés, non agricoles (8,7% ), milieux à végétation arbustive et/ou herbacée (6,8% ), forêts (6,2% ), prairies (5,4% ), zones urbanisées (4,9 %).
Parallèlement, L'Institut Paris Région, agence d'urbanisme de la région Île-de-France, a mis en place un inventaire numérique de l'occupation du sol de l'Île-de-France, dénommé le MOS (Mode d'occupation du sol), actualisé régulièrement depuis sa première édition en 1982. Réalisé à partir de photos aériennes, le Mos distingue les espaces naturels, agricoles et forestiers mais aussi les espaces urbains (habitat, infrastructures, équipements, activités économiques, etc.) selon une classification pouvant aller jusqu'à 81 postes, différente de celle de Corine Land Cover,,. L'Institut met également à disposition des outils permettant de visualiser par photo aérienne l'évolution de l'occupation des sols de la commune entre 1949 et 2018.

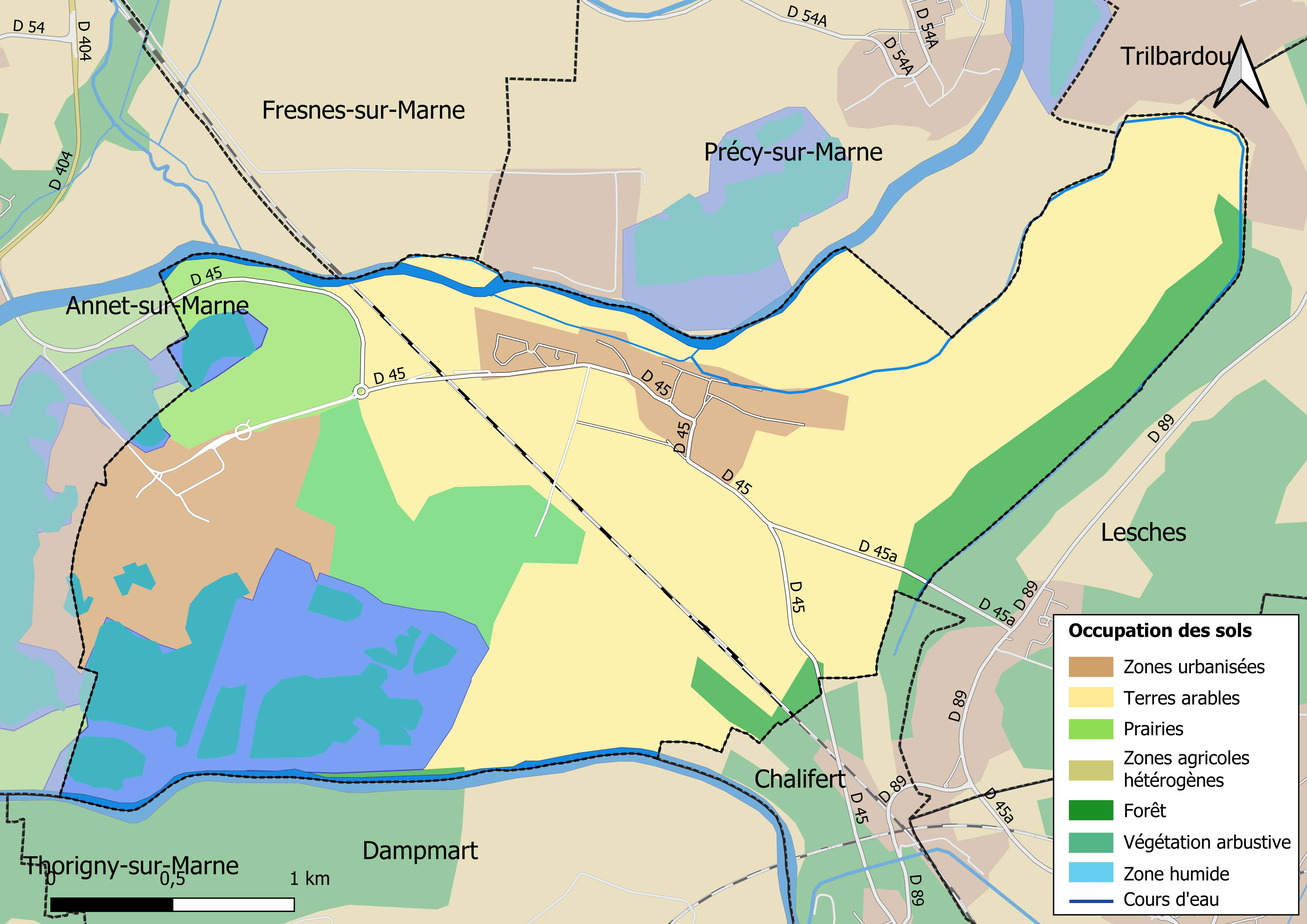
Carte des infrastructures et de l'occupation des sols en 2018 (CLC) de la commune.
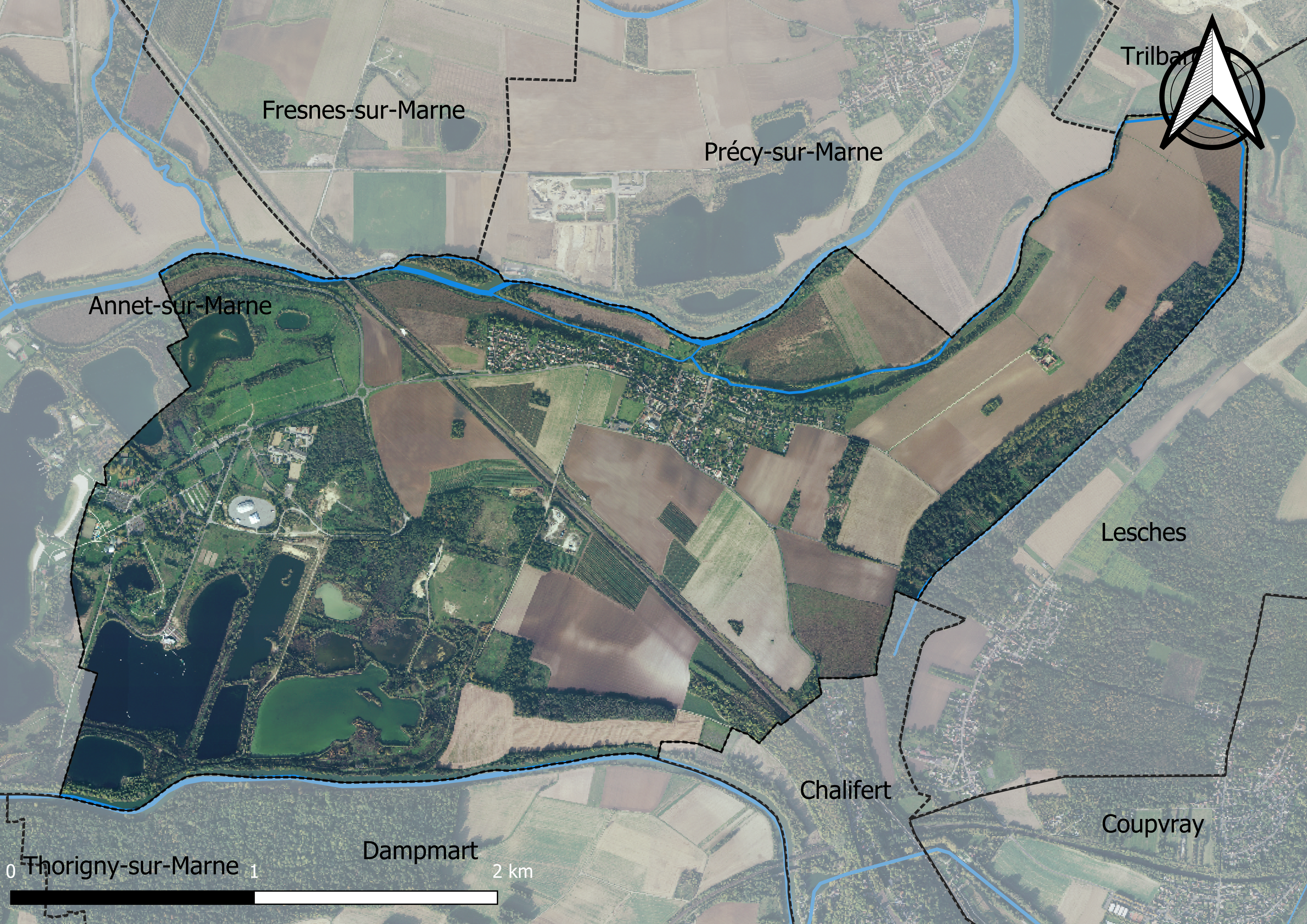
Carte orhophotogrammétrique de la commune.

### Planification
La loi SRU du 13 décembre 2000 a incité les communes à se regrouper au sein d’un établissement public, pour déterminer les partis d’aménagement de l’espace au sein d’un SCoT, un document d’orientation stratégique des politiques publiques à une grande échelle et à un horizon de 20 ans et s'imposant aux documents d'urbanisme locaux, les PLU (Plan local d'urbanisme). La commune est dans le territoire du SCOT Marne, Brosse et Condoire, approuvé en février 2013 et dont la révision a été lancée en 2017 par la Communauté d'Agglomération de Marne et Gondoire.
La commune disposait en 2019 d'un plan local d'urbanisme en révision. Le zonage réglementaire et le règlement associé peuvent être consultés sur le Géoportail de l'urbanisme.

### Logement
En 2014, le nombre total de logements dans la commune était de 264  (dont 89,8 % de maisons et 9,8 % d’appartements).
Parmi ces logements, 90,5 %  étaient des résidences principales, 5,1 %  des résidences secondaires et 4,4 %  des logements vacants.
La part des ménages propriétaires de leur résidence principale s’élevait à 81 % contre 15,6 % de locataires.

### Voies de communication et transports

#### Transports
La commune est desservie par les lignes d'autocars du réseau de bus de Marne-la-Vallée :
- Ligne 2264 (Esbly - Jablines) ;
- Ligne 2263 (Chessy - Jablines).
- Depuis avril 2024, la commune est desservie en soirée par le bus de Soirée Val d'Europe, permettant de relier la gare du Val d'Europe.

## Toponymie
Le nom de la localité est mentionné sous les formes Jabellinae en 1179 ; Jablinae au XIIe siècle ; Jabelines en 1205 ; Jabliniaux en 1227 ; Jabelignes en 1260 ; Jablineaus in vico Meldensi en 1277 ; Jablineaus au XIIIe siècle ; Jabellines en 1501 ; Jablines en 1560 ; Jabline près Annet en 1656 ; Jableyne près Annet en Brie en 1667 ; Jablinne en 1712 ; Jabeline en 1720 ; Jablaines en 1720 (Saugrain) ; Gablines en 1772.
Ce toponyme n'est pas très rare et le mot dont il est issu désigne tout simplement une « petite javelle » (gerbe, de foin ou botte de blé ou d'osier).

## Politique et administration
Le 1er janvier 2012, la commune a intégré la communauté d'agglomération de Marne et Gondoire.

### Tendances politiques et résultats

#### Élections nationales
À l’élection présidentielle de 2002, le premier tour a vu arriver en tête Jean-Marie Le Pen avec 21,57 %, suivi de Lionel Jospin avec 12,55 %, puis de Jacques Chirac avec 10,59 %, François Bayrou avec 8,63 %, Noël Mamère avec 8,24 %, Arlette Laguiller avec 7,45 %, Alain Madelin avec 7,06 %, Jean-Pierre Chevènement avec 6,27 %, Bruno Mégret avec 3,53 %, Jean Saint-Josse avec 3,53 %, Robert Hue avec 3,14 %, Olivier Besancenot avec 2,75 %, Corinne Lepage avec 2,75 %, Christiane Taubira avec 1,18 %, Christine Boutin avec 0,78 %, et enfin Daniel Gluckstein avec 0 % des voix. Au second tour, les électeurs ont voté à 73,97 % pour Jacques Chirac contre 26,03 % pour Jean-Marie Le Pen (nationalement 82,21 % et 17,79 % ; abstention 20,29 %).
À l’élection présidentielle de 2007, le premier tour a vu arriver en tête Nicolas Sarkozy avec 37,75 %, suivie par Ségolène Royal avec 21,90 %, puis de François Bayrou avec 19,02 %, puis Jean-Marie Le Pen avec 9,22 %, puis de Olivier Besancenot avec 3,46 %, puis de Philippe de Villiers avec 2,88 %, puis de Marie-Georges Buffet avec 2,31 %, puis de José Bové avec 1,44 %, puis de Dominique Voynet avec 0,86 %, puis de Arlette Laguiller avec 0,58 %, puis de Frédéric Nihous avec 0,58 %, et enfin de Gérard Schivardi avec 0 % des voix. Au second tour, les électeurs ont voté à 57,10 % pour Nicolas Sarkozy (national : 53,06 %) contre 42,90 % pour Ségolène Royal (résultat national : 46,94 %). Au premier tour la participation est de 96,71 %, au second tour elle est de 90,63 %.
Résultat des deuxièmes tours aux élections présidentielles à partir de 2012 :
- Élection présidentielle de 2012[53] : 57,47 % pour Nicolas Sarkozy (UMP), 42,53 % pour François Hollande (PS). Taux de participation de 86,48 %.
- Élection présidentielle de 2017[54]: 57,18 % pour Emmanuel Macron (REM), 42,82 % pour Marine Le Pen (FN). Taux de participation de 80,63 %.
- Élection présidentielle de 2022[55] : 55,62 % pour Emmanuel Macron (REM), 44,38 % pour Marine Le Pen (RN). Taux de participation de 74,04 %.

### Liste des maires
| Période                                  | Période  | Identité          | Étiquette | Qualité       |
| ---------------------------------------- | -------- | ----------------- | --------- | ------------- |
| Les données manquantes sont à compléter. |          |                   |           |               |
| 1865                                     | 1870     | Stanislas Gronon  |           |               |
| 1870                                     | 1890     | Adolphe Pouy      |           |               |
| 1890                                     | 1894     | Louis Galloid     |           |               |
| 1894                                     | 1896     | Eugène Brocard    |           |               |
| 1896                                     | 1923     | Eugène Guet       |           |               |
| 1923                                     | 1925     | Arthur Trouble    |           |               |
| 1925                                     | 1932     | Paul Chapelain    |           |               |
| 1932                                     | 1935     | Ulysse Bardot     |           |               |
| 1935                                     | 1944     | Henri Mengel      |           |               |
| 1944                                     | 1945     | Jean Hotz         |           |               |
| 1945                                     | 1953     | Etienne Hanquiez  |           |               |
| 1953                                     | 1963     | Henri Mengel      |           |               |
| 1963                                     | 1977     | Robert Lhardy     |           |               |
| 1977                                     | 1995     | Philippe Chabot   | DVD       | Cultivateur   |
| 1995                                     | En cours | Jean-Michel Barat | DVD       | Retraité taxi |

## Équipements et services

### Eau et assainissement
L’organisation de la distribution de l’eau potable, de la collecte et du traitement des eaux usées et pluviales relève des communes. La loi NOTRe de 2015 a accru le rôle des EPCI à fiscalité propre en leur transférant cette compétence. Ce transfert devait en principe être effectif au 1er janvier 2020, mais la loi Ferrand-Fesneau du 3 août 2018 a introduit la possibilité d’un report de ce transfert au 1er janvier 2026,.

#### Assainissement des eaux usées
En 2020, la gestion du service d'assainissement collectif de la commune de Jablines est assurée par le SIA de Marne-la-Vallée (SIAM) pour la dépollution,,.
La station d'épuration Equalia est quant à elle gérée par le SIA de Marne-la-Vallée (SIAM) qui a délégué la gestion à une entreprise privée, VEOLIA, dont le contrat arrive à échéance le 31 décembre 2020,.
L’assainissement non collectif (ANC) désigne les installations individuelles de traitement des eaux domestiques qui ne sont pas desservies par un réseau public de collecte des eaux usées et qui doivent en conséquence traiter elles-mêmes leurs eaux usées avant de les rejeter dans le milieu naturel. La communauté d'agglomération Marne et Gondoire (CAMG) assure pour le compte de la commune le service public d'assainissement non collectif (SPANC), qui a pour mission de vérifier la bonne exécution des travaux de réalisation et de réhabilitation, ainsi que le bon fonctionnement et l’entretien des installations. Cette prestation est déléguée à la Société Française de Distribution d’Eau (SFDE), dont le contrat arrive à échéance le 31 décembre 2025,.

#### Eau potable
En 2020, l'alimentation en eau potable est assurée par  qui en a délégué la gestion à l'entreprise Veolia, dont le contrat expire le 30 avril 2028,,.

## Population et société

### Démographie
L'évolution du nombre d'habitants est connue à travers les recensements de la population effectués dans la commune depuis 1793. Pour les communes de moins de 10 000 habitants, une enquête de recensement portant sur toute la population est réalisée tous les cinq ans, les populations de référence des années intermédiaires étant quant à elles estimées par interpolation ou extrapolation. Pour la commune, le premier recensement exhaustif entrant dans le cadre du nouveau dispositif a été réalisé en 2007.

En 2022, la commune comptait 665 habitants, en évolution de −2,92 % par rapport à 2016 (Seine-et-Marne : +3,92 %, France hors Mayotte : +2,11 %).
| 1793 | 1800 | 1806 | 1821 | 1831 | 1836 | 1841 | 1846 | 1851 |
| ---- | ---- | ---- | ---- | ---- | ---- | ---- | ---- | ---- |
| 266  | 326  | 294  | 312  | 311  | 273  | 277  | 300  | 292  |

| 1856 | 1861 | 1866 | 1872 | 1876 | 1881 | 1886 | 1891 | 1896 |
| ---- | ---- | ---- | ---- | ---- | ---- | ---- | ---- | ---- |
| 278  | 300  | 286  | 243  | 214  | 241  | 220  | 210  | 184  |

| 1901 | 1906 | 1911 | 1921 | 1926 | 1931 | 1936 | 1946 | 1954 |
| ---- | ---- | ---- | ---- | ---- | ---- | ---- | ---- | ---- |
| 182  | 160  | 189  | 172  | 180  | 191  | 174  | 198  | 244  |

| 1962 | 1968 | 1975 | 1982 | 1990 | 1999 | 2006 | 2007 | 2012 |
| ---- | ---- | ---- | ---- | ---- | ---- | ---- | ---- | ---- |
| 213  | 288  | 260  | 260  | 333  | 574  | 620  | 628  | 660  |

| 2017 | 2022 | - | - | - | - | - | - | - |
| ---- | ---- | - | - | - | - | - | - | - |
| 686  | 665  | - | - | - | - | - | - | - |

## Économie

### Revenus de la population et fiscalité
En 2017, le nombre de ménages fiscaux de la commune était de 229, représentant 674 personnes et la  médiane du revenu disponible par unité de consommation  de 27 020 euros.

### Emploi
En 2017 , le nombre total d’emplois dans la zone était de 106, occupant 372 actifs  résidants.
Le taux d'activité de la population (actifs ayant un emploi) âgée de 15 à 64 ans s'élevait à 73,2 % contre un taux de chômage de 6 %.
Les 20,9 % d’inactifs se répartissent de la façon suivante : 12,9 % d’étudiants et stagiaires non rémunérés, 3 % de retraités ou préretraités et 5 % pour les autres inactifs.

### Entreprises et commerces
En 2015, le nombre d'établissements actifs était de 68 dont 3 dans l'agriculture-sylviculture-pêche, 5 dans la construction, 51 dans le commerce-transports-services divers et 9  étaient relatifs au secteur administratif.
Ces établissements ont pourvu 97 postes salariés.
- Les ressources viennent principalement de la Sablières et de la pisciculture.

### Secteurs d'activité

#### Agriculture
Jablines est dans la petite région agricole dénommée les « Vallées de la Marne et du Morin », couvrant les vallées des deux rivières, en limite de la Brie. En 2010, l'orientation technico-économique de l'agriculture sur la commune est la culture de céréales et d'oléoprotéagineux (COP).
Si la productivité agricole de la Seine-et-Marne se situe dans le peloton de tête des départements français, le département enregistre un double phénomène de disparition des terres cultivables (près de 2 000 ha par an dans les années 1980, moins dans les années 2000) et de réduction d'environ 30 % du nombre d'agriculteurs dans les années 2010. Cette tendance se retrouve au niveau de la commune où le nombre d’exploitations est passé de 4 en 1988 à 2 en 2010. Parallèlement, la taille de ces exploitations augmente, passant de 79 ha en 1988 à 190 ha en 2010.
Le tableau ci-dessous présente les principales caractéristiques des exploitations agricoles de Jablines, observées sur une période de 22 ans : 
|                                      | 1988 | 2000 | 2010 |
| ------------------------------------ | ---- | ---- | ---- |
| Dimension économique,                |      |      |      |
| Nombre d’exploitations (u)           | 4    | 2    | 2    |
| Travail (UTA)                        | 9    | 4    | 5    |
| Surface agricole utilisée (ha)       | 314  | 359  | 379  |
| Cultures                             |      |      |      |
| Terres labourables (ha)              | 297  | s    | s    |
| Céréales (ha)                        | s    | s    | s    |
| dont blé tendre (ha)                 | s    | s    | s    |
| dont maïs-grain et maïs-semence (ha) | s    | s    | s    |
| Tournesol (ha)                       | s    | s    |      |
| Colza et navette (ha)                | s    | s    | s    |
| Élevage                              |      |      |      |
| Cheptel (UGBTA)                      | 93   | 0    | 0    |

## Culture locale et patrimoine

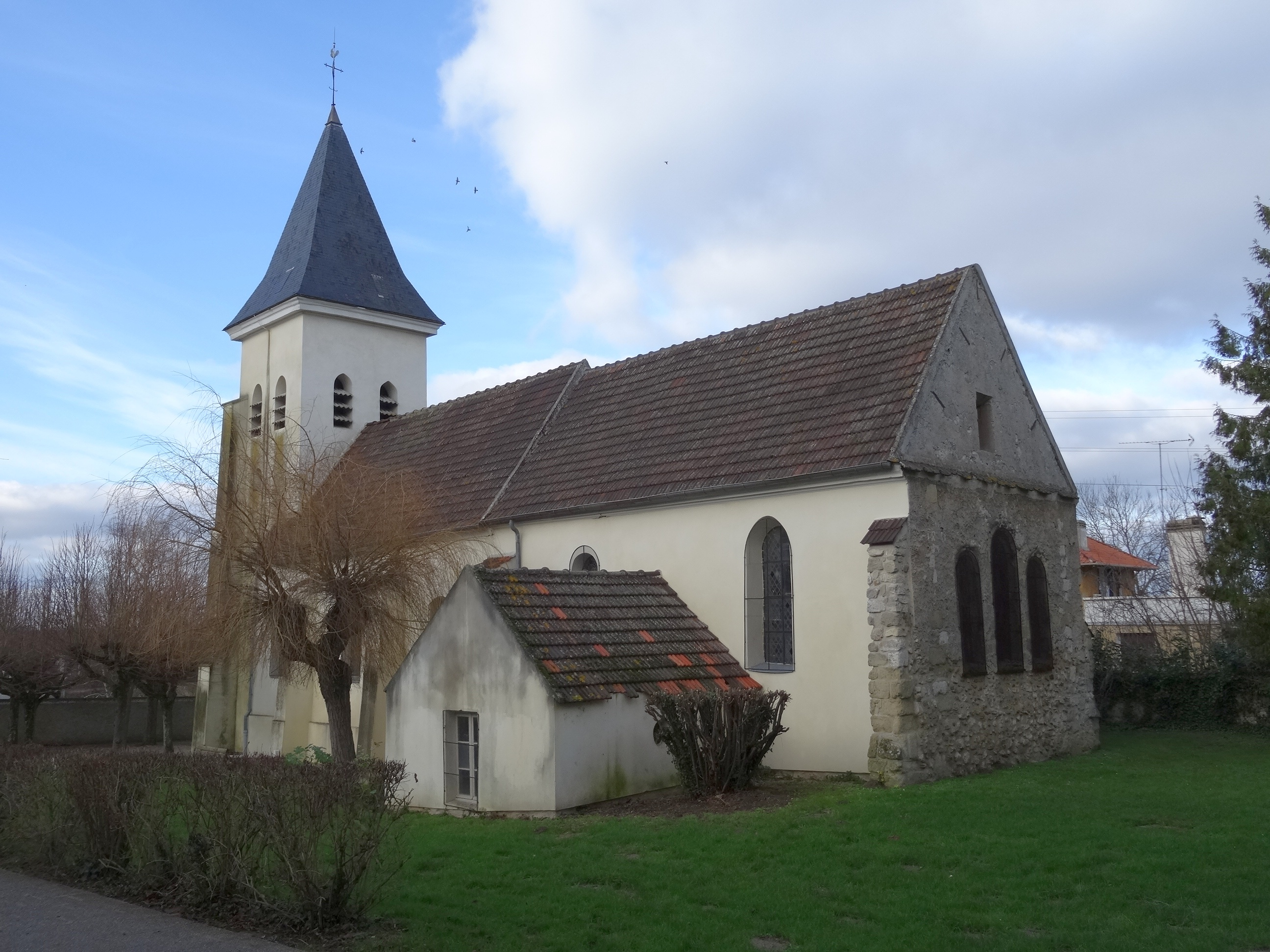
L'église Saint-Sidoine.

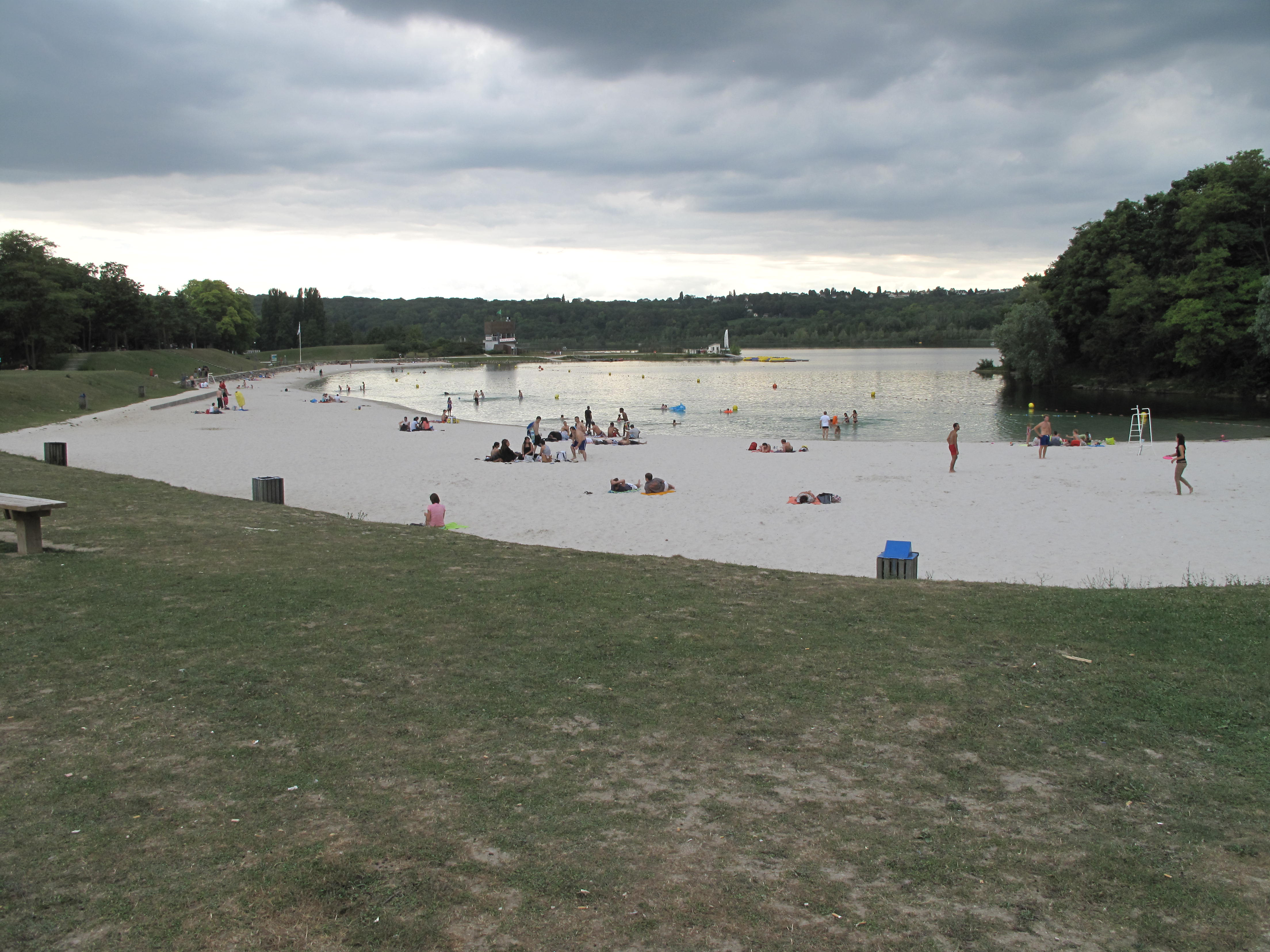
Plage de l'île de loisirs.

### Lieux et monuments
- L'église placée sous le vocable de saint Sidoine[77].
- Le gisement archéologique du Haut Château (mine de silex néolithique) inscrit au titre des monuments historiques[78]
- L'île de loisirs de Jablines-Annet (partagée avec la commune voisine d'Annet-sur-Marne).
- Le camping international de Jablines.

### Patrimoine naturel
- ZNIEFF de type 1 no 110001146 « Plan d'eau de la Boucle de Jablines »[79].
- ZNIEFF de type 1 no 110001150 « Marais du Refuge »[80].

### Personnalités liées à la commune
- Francis Llacer (ancien footballeur).